# Bernard Holland
Bernard Holland (1933, Norfolk (Virginia)) es un crítico musical estadounidense internacionalmente reconocido.
Entre 1981 y 2008 fue el crítico musical de The New York Times contribuyendo con más de 4,575 artículos
Estudió literatura y filosofía en la University of Virginia. en Viena y París. Fue free-lance entre 1979-80 para el diario Pittsburgh-Post Gazette, de Pittsburgh.